# 斉川あい
斉川 あい（さいかわ あい、1985年6月6日 - ）は、日本の元ファッションモデル、元女優、元タレント。埼玉県出身。Ever Green Entertainmentに所属していた。

## 経歴
2005年10月、テレビドラマ『花より男子』の菊地ほのか役でデビュー。その後もテレビや雑誌に出演し続け、2006年に『ウルトラマンメビウス』にてカザマ・マリナ役でレギュラー出演。2008年10月5日、自身のブログにて所属事務所を離籍したことを表明。引退後は動物病院に勤務している。その後、2012年頃に一般人の男性と結婚し、1人の男子が誕生した。その後は事務の仕事をしている。

## 人物
- 『名探偵コナン』、『クレヨンしんちゃん』の熱狂的なファン。「好きな男性のタイプは怪盗キッド」と豪語している。
- 野島伸司の世界観を崇拝していて、ドラマの原作はもちろん、小説や詩集などもコレクションしている。好きなものに対しての収集癖がある。

## 出演

### テレビドラマ
- 花より男子シリーズ - 菊地ほのか 役
  - 花より男子（2005年）
  - 花より男子2（2007年）
- 鬼嫁日記 第3話（2005年10月25日）
- サイコラッ!（2006年3月15日）
- オールスター感謝祭（2006年春）
- ウルトラマンメビウス（2006年） - カザマ・マリナ 役
- 誰よりもママを愛す 第8話（2006年8月20日）
- きらきら研修医 第5話 - 第7話（2007年2月8日 - 22日） - 長井敏子 役
- 鬼嫁日記 いい湯だな 第4話（2007年5月8日） - 女子大生・あい 役
- 白と黒（2008年） - 水口珠江 役

### 映画
- キャッチ・ア・ウェーブ
- ウルトラマンメビウス&ウルトラ兄弟（2006年秋） - カザマ・マリナ 役

### オリジナルビデオ
- ウルトラマンメビウス外伝 アーマードダークネス（2008年） - カザマ・マリナ 役

### 舞台
- Air Studioプロデュース プレイス（2007年11月）
- Air Studioプロデュース 六畳一間で愛してる（2007年8月23日 - 26日）
- TUFF STUFF Presents ホスピタルビルド（2008年3月18日 - 23日）

### CM
- ファンタ（2006年3月27日 - ）

### MV
- WaT
  - 「僕のキモチ」
  - 「Hava Rava」
  - 「ボクラノ Love Story」
  - 「My Favorite Girl -The Movie-」

### 雑誌
- Cawaii（主婦の友社） - 専属モデル
- 週刊プレイボーイ
- ヤングサンデー
- 特撮ニュータイプ